# 克洛伊·史密斯
克洛伊·史密斯（英語：Chloe  Smith，1982年5月17日—）是英国保守党政治人物，前劳动和养老金大臣、現下院北诺维奇选区议员。

## 早年经历
史密斯出生在肯特郡阿什福德，三岁时迁居随家人诺福克郡Stoke Ferry。先后在斯沃弗姆和Methwold的综合学校读书。大学前的间隔年里，她为前保守党教育大臣吉利安·谢泼德工作， 后在约克大学读英国文学。 暑假中为影子内阁大臣伯纳·詹金工作。
从约克大学毕业后，史密斯加入了德勤会计师事务所，成为一名管理顾问。为私营企业、政府部门和公共机构提供咨询。
2007年，史密斯被确定为下次大选中北诺里奇选区的保守党候选人。 随后，她向公司请假，借调到保守党中央党部，以 "制定详细计划，将我们的政策付诸实践"。

## 外部连接
- 官方网站
- Chloe Smith MP Conservative Party
- 英国的個人檔案
- 公鞭記載的投票紀錄
- TheyWorkForYou記載的紀錄
- Flickr page （页面存档备份，存于）
- Chloe Smith, Grassroot Diplomat
- Gould, Mark. . The Guardian (London). 2009-07-24  [2009-07-24]. （原始内容存档于2022-09-07）.